# Leseni vaški zvonik, Dolina
Leseni vaški zvonik v Dolini je bil postavljen v 19. stoletju. Vas Dolina je v Občini Puconci

## O zvoniku
Danes ima status kulturnega spomenika. Vaščani mu pravijo »vaški zvonik«. Stoji poleg pokopališča, ki je vrh borovega gozda. Ustno izročilo sicer pravi, da je star okrog 300 let.

## Arhitektura
Zvonik sestavlja lesena skeletna konstrukcija, v celoti je opažan z deskami. Spodnji, širši del pokriva opečna štirikapnica, zgoraj je zvonica.